# 『野外音楽会2018』Live at 日比谷野外大音楽堂 20180715
『「野外音楽会2018」Live at 日比谷野外大音楽堂 20180715』（やがいおんがくかい・にせんじゅうはち・ライヴ・アット・ひびややがいおんがくどう・にまるいちはち・ぜろなな・いちご）は、藤原さくらの初の映像作品。DVDとBlu-ray Discで発売。

## 概要
2ndEP『green』、3rdEP『red』のアナログ盤と同時発売。過去にCD作品の初回限定盤の特典DVDにライヴ映像が収録されたことはあるが、映像作品単体でのリリースは藤原の作品では初となる。
本作には、2018年7月15日に日比谷野外大音楽堂で開催された自身初の野外ワンマンライヴ『藤原さくら 野外音楽会 2018』のライブ映像が収録されている。また、特典映像（DVD版ではDISC2に収録）としてリハーサル・ライヴ当日のオフショット映像に加え、「The Moon」「Sunny Day」「また明日」のミュージック・ビデオが収録されている。

## プレイヤー
※出典
- 藤原さくら：ボーカル、ギター
- mabanua（Ovall）：ドラムス、バンドマスター
- Shingo Suzuki（Ovall）：ベース
- 別所和洋（Yasei Collective）：キーボード
- 村中慧慈（wacci）：ギター
- Meg：コーラス

## 収録曲
1. Opening
2. Dance
2ndEP『green』収録曲で、映像化は本作が初。
3. Walking on the clouds
4. Sunny Day
映像化は本作が初。
5. I wanna go out
6. maybe maybe
7. How do I look?
映像化は本作が初。
8. 赤
映像化は本作が初。
9. Just one girl
10. グルグル
2ndEP『green』収録曲で、映像化は本作が初。演奏終了後、一度休憩時間に入る[5]。

-Acoustic Set-
1. Soup (acoustic)
この曲よりアコースティックでの演奏となり、バンドメンバーが曲ごとに増えるという形式で演奏された[5]。
2. 1995 (acoustic)
3. Ellie (acoustic)
4. BABY (acoustic)
5. Someday
藤原が出演していたBSフジの番組『ポンキッキーズ』のエンディングテーマだった関係から、ゲストとして同番組で共演していた春風亭昇々とPちゃんが登場した[5]。
6. NEW DAY
2018年9月19日発売の『red』収録曲で、演奏当時は未発表曲だった。映像化は本作が初。
7. We are You are
8. 「かわいい」
9. お月さま
映像化は本作が初。

-Encore-
1. The Moon
配信限定シングル及び2ndEP『green』収録曲。映像化は本作が初。
2. bye bye
2ndEP『green』収録曲で、映像化は本作が初。

-Documentary & Music Video-
- 野外音楽会2018 Documentary
- The Moon (Music Video)
- Sunny Day (Music Video)
- また明日 (Music Video)